# جوليان غولدينج
جوليان غولدينج (بالإنجليزية: Julian Golding)‏ هو منافس ألعاب قوى بريطاني، ولد في 17 فبراير 1975 في لندن في المملكة المتحدة.

## وصلات خارجية
- جوليان غولدينج على موقع الاتحاد الدولي لألعاب القوى (الإنجليزية)
- جوليان غولدينج على موقع اتحاد ألعاب الكومنولث (مؤرشف) (الإنجليزية)